# SN 2007M
SN 2007M – supernowa typu Ia odkryta 14 stycznia 2007 roku w galaktyce NGC 4076. W momencie odkrycia miała maksymalną jasność 19,20m.